# 마우리츠하위스 미술관

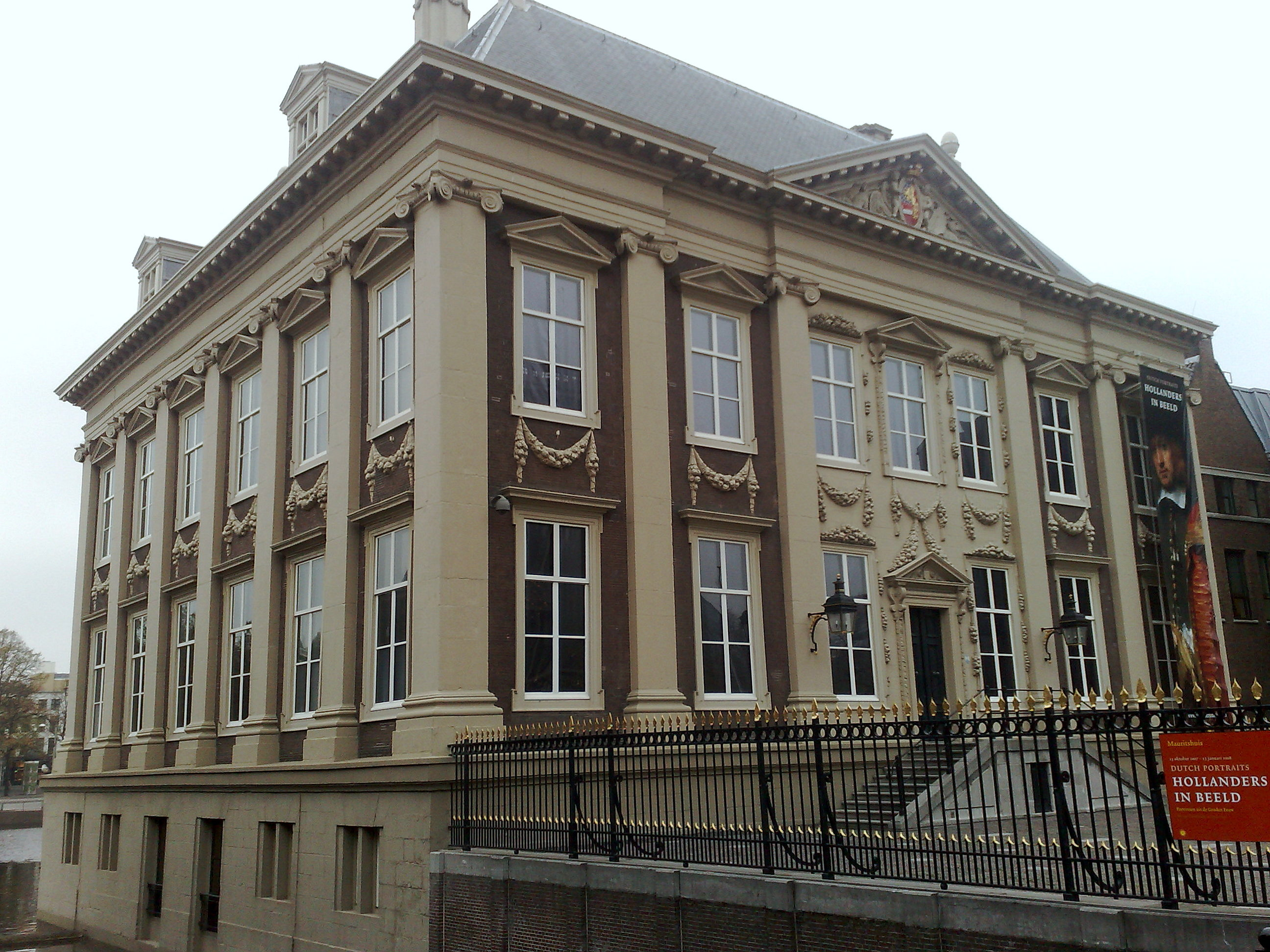
마우리츠호이스

마우리츠하위스(Mauritshuis)는 네덜란드 헤이그에 있는 미술관이다. 브라질 총독 마우리츠의 이름에 연유한 이 미술관은 루이 보나파르트 당시의 헤이그 국립 미술관의 콜렉션을 모태(母胎)로 하여 1820년에 개관되었다. 내용은 양적으로는 반드시 많지는 않으나 전부 다 명작품으로 갖춰졌으며, 렘브란트의 <튈프 박사의 해부학 강의>, 얀 페르메이르의 <델프트의 조망(眺望)> 등은 걸작 중의 걸작으로 알려져 있다.